# Robert Jamieson Leslie
Robert Jamieson Leslie, né le 28 février 1862 à Spry Bay et mort le 5 décembre 1905 à Havre-Aubert, est un homme d'affaires et homme politique québécois.

## Biographie
Il est mort lors du naufrage du Lunenberg au large des Îles-de-la-Madeleine en 1905.